# Агафтон (Ботошани)
Агафтон (рум. Agafton) насеље је у Румунији у округу Ботошани у општини Куртешти. Oпштина се налази на надморској висини од 205 m.

## Становништво
Према подацима из 2002. године у насељу је живело 239 становника, од којих су сви румунске националности.